# Théophylacte II de Naples
Théophylacte II de Naples (mort en 801)   duc de Naples d'abord associé puis seul pendant 6 ans et 6 mois de 794 à 801.

## Biographie
Le duc Étienne II de Naples obtient après la mort de l'évêque Paul II du Pape Paul Ier de cumuler les fonctions ducale et épiscopale à Naples. Afin d'officialiser la dévolution héréditaire du duché de Naples il choisit son fils aîné Grégoire II de Naples comme co-régent et se démet de sa fonction de Duc ce qui lui permet de conserver un rôle dominant dans l’administration de la cité. L'exercice du pouvoir est marqué par une attaque d'Arégis II de Bénévent et Étienne II doit accepter de donner son fils cadet en otage aux Lombards. Après la mort en 788 de son fils Cesaerius qui avait reçu le titre de « Consul » et celle du duc Grégoire II en 794 le vieil duc-évêque Étienne II reprend seul le pouvoir  pendant 6 mois, puis décide de s'associer le mari de sa fille Eupraxia nommé Théophylacte Après la mort d'Étienne II en 799  Théophylacte III demeure seul duc de Naples. La mort soudaine de l'évêque-duc Étienne II ouvre également la succession de la fonction épiscopale.
À cette époque, L'Empire Byzantin lançait  des opérations militaires dans le nord contre les Francs de Charlemagne et dans le sud avec les Lombards du duc Arigis II de Bénévent. La mort de ce dernier offre  à Naples un moment de répit et permet à Théophylacte II de se faire reconnaître comme duc. Son règne ne dure qu'à peine plus de treize mois. [Théophylacte II avait épousé Eupraxia, fille du duc-évêque. Sous l'influence de cette dernière son gouvernement est consacré à l'enrichissement des édifices religieux de la ville dont la reconstruction de la vieille cathédrale de La Stefania. Le duc doit aussi faire  face au problème de l'élection d'un nouvel évêque de la ville, fonction qui demeurait vacante. Sous la pression d'Eupraxia, il décide qu'aucun membre du clergé ne peut prétendre à la fonction de l'évêque défunt alors que le clergé napolitain manifestait son impatience.  Tout cela entraîne des retards dans le choix d'un nouvel évêque, jusqu'à ce que les deux forces de la ville, le peuple et clergé s'unissent pour contraindre la volonté des autorités.  Eupraxia accepte enfin,  en accord avec Théophylacte,  l'idée de désigner un laïc et omme évêque nommé Paul [III] (vers 800-821) ce dernier est envoyé à Rome et consacré évêque de Naples. Théophylacte II est tué lors d'un combat contre les Sarrasins peu après. Il a comme successeur son fils Antimus de Naples